# Josef Silný
Josef Silný   (Kroměříž, 26 de gener de 1902 - Kroměříž, 15 de maig de 1981) és un exfutbolista txec de la dècada de 1920.
Fou 50 cops internacional amb la selecció txecoslovaca amb la qual participà en la Copa del Món de Futbol de 1934.
Pel que fa a clubs, defensà els colors de SK Slavia Praha (1923-1926), AC Sparta Praga (1926-1933), SC Nîmois (1933-1934) i Bohemians Praha (1934-1935).